# Papieska Akademia Archeologii Rzymskiej
Papieska Rzymska Akademia Archeologii – watykańska instytucja naukowa, która została założona w 1810 roku jako Wolna Rzymska Akademia Archeologii przez barona Josepha-Marie de Gérando. Tytułem „papieska” obdarzył ją Pius VIII w 1829 roku. 
Celem Akademii jest promowanie badań w dziedzinie archeologii oraz historii sztuki starożytnej i średniowiecznej. Troszczy się ona szczególnie o przedstawianie zabytków archeologicznych i artystycznych, znajdujących się pod opieką Stolicy Apostolskiej.
Do Akademii należy 140 członków (20 honorowych, 40 rzeczywistych i 80 korespondentów), zapraszanych na doroczne sesje akademii papieskich, organizowane przez Papieską Radę ds. Kultury.

## Rektorzy uczelni
baron Joseph-Marie De Gérando, 1810
Antonio Canova, 1811-17
bp Nicola Maria Nicolai, 1817-1832
Marchese Luigi Biondi, 1832-1839
Piotr Książę Odescalchi, 1839-1846
Marco Antonio Borghese, 1846-1847
Piotr Książę Odescalchi, 1851-1856
Markiz Gian Pietro Campana, 1856-1857
prof. Salvatore Betti, 1857-1870
prof. Giovanni Battista De Rossi, 1871-1894
Abate Giuseppe Cozza Luzi, 1894-1900
prof. Giuseppe Gatti, 1900-1914
prof. Batolomeo Nogales, 1914-1921
dr Pio Franchi de 'Cavalieri, 1921-1925
bp Giovanni Mercati, 1925-1927
dr Pio Franchi de 'Cavalieri, 1927-1930
prof. Gaetano De Sanctis, 1930-1957
prof. Pietro Romanelli,1957-1966
prof. Antonio Maria Colini, 1966-1974
prof. Carlo Pietrangeli, 1974-1983
prof. Silvio Accame, 1983-1991
prof. Carlo Pietrangeli, 1991-1995
prof. Victor Saxer, 1995-2003
prof. Letizia Pani Ermini, 2003-2011
dr Marco Buonocore, 2011